# یوران هاگبری
یوران هاگبری (سوئدی: Göran Hagberg؛ زادهٔ ۸ نوامبر ۱۹۴۷) بازیکن فوتبال اهل سوئد است.
از باشگاه‌هایی که در آن بازی کرده‌است می‌توان به باشگاه فوتبال ای‌آی‌کی و باشگاه فوتبال اوسترش اشاره کرد.
وی همچنین در تیم ملی فوتبال سوئد بازی کرده‌است.